# Campionati mondiali di biathlon 1982
I Campionati mondiali di biathlon 1982 si svolsero a Minsk, in Unione Sovietica, dal 10 al 14 febbraio e contemplarono esclusivamente gare maschili.

## Risultati

### Sprint 10 km
| Posizione | Atleta            | Nazione          | Tempo |
| --------- | ----------------- | ---------------- | ----- |
| 1         | Eirik Kvalfoss    | Norvegia         | -     |
| 2         | Frank Ullrich     | Germania Est     | -     |
| 3         | Vladimir Alikin   | Unione Sovietica | -     |
| 4         | Odd Lirhus        | Norvegia         | -     |
| 5         | Vladimir Veličkov | Bulgaria         | -     |
| 6         | Vladimir Barnašov | Unione Sovietica | -     |
| 7         | Mathias Jung      | Germania Est     | -     |
| 8         | Andreas Göthel    | Germania Est     | -     |
| 9         | Kjell Søbak       | Norvegia         | -     |
| 10        | Anatolij Aljab'ev | Unione Sovietica | -     |

13 febbraio

### Individuale 20 km
| Posizione | Atleta            | Nazione          | Tempo |
| --------- | ----------------- | ---------------- | ----- |
| 1         | Frank Ullrich     | Germania Est     | -     |
| 2         | Eirik Kvalfoss    | Norvegia         | -     |
| 3         | Terje Krokstad    | Norvegia         | -     |
| 4         | Matthias Jacob    | Germania Est     | -     |
| 5         | Erkki Antila      | Finlandia        | -     |
| 6         | Kjell Søbak       | Norvegia         | -     |
| 7         | Viktor Semënov    | Unione Sovietica | -     |
| 8         | Bernd Hellmich    | Germania Est     | -     |
| 9         | Andreas Schweiger | Germania Ovest   | -     |
| 10        | Vítězslav Jureček | Cecoslovacchia   | -     |

10 febbraio

### Staffetta 4x7,5 km
| Posizione | Nazione          | Atleti                                                             | Tempo |
| --------- | ---------------- | ------------------------------------------------------------------ | ----- |
| 1         | Germania Est     | Frank Ullrich Mathias Jung Mathias Jacob Bernd Helmich             | -     |
| 2         | Norvegia         | Eirik Kvalfoss Kjell Søbak Odd Lirhus Rolf Storsveen               | -     |
| 3         | Unione Sovietica | Vladimir Alikin Anatolij Aljab'ev Vladimir Barnašov Viktor Semënov | -     |

14 febbraio

## Medagliere per nazioni
| Posizione | Nazione          | Oro | Argento | Bronzo | Totale |
| --------- | ---------------- | --- | ------- | ------ | ------ |
| 1         | Germania Est     | 2   | 1       | 0      | 3      |
| 2         | Norvegia         | 1   | 2       | 1      | 4      |
| 3         | Unione Sovietica | 0   | 0       | 2      | 2      |